# Fire Records
Fire Records — американський лейбл звукозапису, заснований 1959 року.
Засновником лейблу Fire Records став американський музичний підприємець Боббі Робінсон. В 1940-ві роки він мав власний музичний магазин в нью-йоркському Гарлемі, а у 1950-ті почав шукати талановитих музикантів та самостійно видавати їхні записи. Першими лейблами звукозапису Робінсона були Robin Records (1951), Whirlin' Disc Records (1956) та Fury Records (1957). Останній було закрито через судові позови, пов'язані з піснею «Kansas City» Вілберта Гаррісона, і саме замість нього Робінсон заснував Fire Records.
Протягом першої половини 1960-х років на лейблі Fury Records виходили записи R&B та блюзових виконавців, таких як Боббі Марчан, Лі Дорсі, Дон Гарднер та Ді Ді Форд, Лайтнін Гопкінс, Елмор Джеймс, Кінг Кертіс, Гледіс Найт та інші. Робінсон намагався робити студійні записи наближеними за звучанням до концертних виступів. Деякі з альбомів, що виходили в США на Fury Records, були також ліцензовані у Великій Британії на лейблі Sue Records. Проте 1965 року через борги Робінсон продав права на записи Fire та Fury Records компанії Bell Records, зосередивши свої зусилля на іншому лейблі Enjoy Records.